# Lorenzo Pani

a Compétitions nationales et continentales officielles uniquement.

b Matchs officiels uniquement.
Dernière mise à jour le 17 mars 2024.
Lorenzo Pani, né le 4 juillet 2002 à Florence (Italie), est un joueur international italien de rugby à XV, jouant au poste d'arrière au Zebre Parma en United Rugby Championship, depuis 2022.

## Biographie

### Carrière en club
Pani signe avec Benetton en juillet 2021 avant la saison 2021-2022 du United Rugby Championship. Il fait ses débuts lors de la deuxième journée du Challenge européen 2021-2022 contre Gloucester. Il joue avec Benetton jusqu'en avril 2022.
Il rejoint ensuite le Zebre Parma à partir de la saison 2022-2023.

### Carrière en équipe nationale
En 2021 et 2022, Pani a été sélectionné en équipe d'Italie des moins de 20 ans pour le Tournoi des Six Nations,. En juin 2022, il est également retenu pour les Six Nations Summer Series des moins de 20 ans.
Le 5 juillet 2023, il a été sélectionné par Kieran Crowley pour faire partie de l'équipe d'Italie pour les matchs de préparation à la Coupe du monde 2023. Il fait ses débuts avec la Squadra Azzurra contre l'Écosse lors du premier match le 29 juillet 2023. Il est ensuite convoqué dans le groupe final italien pour le Mondial en France.
En juin 2023, il a été sélectionné dans l'équipe d'Italie de rugby à sept dans le cadre du championnat d'Europe 2023.
En janvier 2024, il est convoqué pour le Tournoi des Six Nations.